# Persone di nome Livio
| Questa pagina contiene informazioni ricavate automaticamente dalle voci biografiche con l'ausilio del template Bio e di un bot. L'aggiornamento è periodico e automatico e ricostruisce completamente la pagina. Se manca una persona in questa lista, sei pregato di non aggiungerla, ma accertati piuttosto che la sua voce biografica contenga il template Bio e che i dati anagrafici siano correttamente compilati. Se il template Bio manca, inseriscilo tu stesso o, in alternativa, metti l'avviso {{tmp\|Bio}} che ne segnala la mancanza. Se i dati riportati sono sbagliati, correggi direttamente la voce biografica; le modifiche saranno visibili in questa lista entro pochi giorni. Per chiarimenti vedi il progetto antroponimi. La lista contiene solo le 124 persone che sono citate nell'enciclopedia e per le quali è stato implementato correttamente il template Bio. Pagina aggiornata al 6 ago 2025. |

Questa è una lista di persone presenti nell'enciclopedia che hanno il nome Livio, suddivise per attività principale.

## Allenatori di calcio(5)
- Livio Bussi, allenatore di calcio e calciatore italiano (Bozzole, n. 1917)
- Livio Fongaro, allenatore di calcio e calciatore italiano (Valdagno, n. 1931 - Valdagno, † 2007)
- Livio Ghioni, allenatore di calcio e calciatore italiano (Cormano, n. 1938 - Cormano, † 2010)
- Livio Luppi, allenatore di calcio e ex calciatore italiano (Concordia sulla Secchia, n. 1948)
- Livio Maranzano, allenatore di calcio e ex calciatore italiano (Erice, n. 1969)

## Allenatori di sci alpino(1)
- Livio Magoni, allenatore di sci alpino italiano (Selvino, n. 1963)

## Arbitri di calcio(2)
- Livio Bazzoli, ex arbitro di calcio italiano (Merano, n. 1956)
- Livio Marinelli, arbitro di calcio e militare italiano (Tivoli, n. 1984)

## Architetti(2)
- Livio Castiglioni, architetto e designer italiano (Milano, n. 1911 - Milano, † 1979)
- Livio Vacchini, architetto svizzero (Locarno, n. 1933 - Basilea, † 2007)

## Astrofisici(1)
- Livio Gratton, astrofisico italiano (Trieste, n. 1910 - Frascati, † 1991)

## Attori(3)
- Livio Beshir, attore, conduttore televisivo e autore televisivo italiano (Anagni, n. 1978)
- Livio Lorenzon, attore italiano (Trieste, n. 1923 - Latisana, † 1971)
- Livio Pavanelli, attore, sceneggiatore e regista italiano (Copparo, n. 1881 - Roma, † 1958)

## Aviatori(1)
- Livio Zannoni, aviatore e militare italiano (Faenza, n. 1909 - Dagabur, † 1935)

## Avvocati(1)
- Livio Tovini, avvocato, giornalista e politico italiano (Brescia, n. 1876 - Predore, † 1951)

## Calciatori(21)
- Livio Busato, ex calciatore italiano (Vicenza, n. 1935)
- Livio Fabro, calciatore italiano (Pola, n. 1906 - † 1983)
- Livio Ferraro, ex calciatore italiano (San Martino di Lupari, n. 1944)
- Livio Filiput, ex calciatore italiano (Ronchi dei Legionari, n. 1925)
- Livio Gardiman, ex calciatore italiano (San Donà di Piave, n. 1956)
- Livio Gemo, calciatore e imprenditore italiano (Thiene, n. 1898 - Thiene, † 1968)
- Livio Gennari, calciatore e allenatore di calcio italiano (Rivarolo Ligure, n. 1923 - Genova, † 2002)
- Livio Linzi, calciatore italiano (Venezia, n. 1921 - Mestre, † 1977)
- Livio Maccarino, calciatore italiano (Alessandria, n. 1920 - Novara, † 1995)
- Livio Manzin, ex calciatore italiano (Torino, n. 1956)
- Livio Martinelli, calciatore italiano (Reggio nell'Emilia, n. 1923 - Reggio nell'Emilia, † 2017)
- Livio Meier, calciatore liechtensteinese (Vaduz, n. 1998)
- Livio Milts, calciatore belga (n. 1997)
- Livio Nabab, ex calciatore francese (Les Abymes, n. 1988)
- Livio Pin, ex calciatore italiano (Cappella Maggiore, n. 1953)
- Livio Pinazza, calciatore italiano (Monfalcone, n. 1920)
- Livio Puccioni, calciatore italiano (Castelfiorentino, n. 1926 - San Miniato, † 2006)
- Livio Risso, calciatore italiano (Bordighera, n. 1919)
- Livio Roncoli, calciatore e allenatore di calcio italiano (Bergamo, n. 1931 - Lovere, † 2013)
- Livio Semelli, calciatore italiano (Saronno, n. 1903)
- Livio Spaggiari, calciatore italiano (Montecchio Emilia, n. 1924 - Reggio nell'Emilia, † 2003)

## Canottieri(1)
- Livio La Padula, canottiere italiano (Vico Equense, n. 1985)

## Cantanti(1)
- Livio Guardi, cantante e polistrumentista italiano (Firenze, n. 1959)

## Cestisti(3)
- Livio Franceschini, cestista e pittore italiano (Trieste, n. 1913 - Trieste, † 1975)
- Livio Jean-Charles, cestista francese (Caienna, n. 1993)
- Livio Valentinsig, ex cestista italiano (Gorizia, n. 1958)

## Chimici(1)
- Livio Cambi, chimico italiano (Ancona, n. 1885 - Guastalla, † 1968)

## Chitarristi(2)
- Livio Gianola, chitarrista italiano (Premana, n. 1964)
- Livio Magnini, chitarrista, compositore e ex schermidore italiano (Milano, n. 1973)

## Ciclisti su strada(3)
- Livio Cattel, ciclista su strada italiano (San Donà di Piave, n. 1901 - Bagnacavallo, † 1965)
- Livio Isotti, ciclista su strada italiano (Pesaro, n. 1927 - Hamilton, † 1999)
- Livio Trapè, ex ciclista su strada italiano (Montefiascone, n. 1937)

## Circensi(1)
- Livio Togni, circense e politico italiano (Milano, n. 1950)

## Compositori(1)
- Livio Minafra, compositore e pianista italiano (Ruvo di Puglia, n. 1982)

## Critici letterari(1)
- Livio Galanti, critico letterario italiano (Pozzo di Mulazzo, n. 1913 - Pozzo di Mulazzo, † 1995)

## Diplomatici(1)
- Livio Missir di Lusignano, diplomatico e saggista italiano (Smirne, n. 1931 - Bruxelles, † 2015)

## Dirigenti sportivi(1)
- Livio Ratto, dirigente sportivo argentino

## Editori(1)
- Livio Garzanti, editore e scrittore italiano (Milano, n. 1921 - Milano, † 2015)

## Entomologi(1)
- Livio Tamanini, entomologo italiano (Pieve di Ledro, n. 1907 - Rovereto, † 1997)

## Farmacisti(1)
- Livio Agostini, farmacista e politico italiano (n. 1883)

## Fisici(1)
- Livio Scarsi, fisico e astrofisico italiano (Rocca Grimalda, n. 1927 - Rocca Grimalda, † 2006)

## Fondisti(1)
- Livio Stuffer, ex fondista italiano (Ortisei, n. 1935)

## Generali(1)
- Livio Bonelli, generale italiano (Gaeta, n. 1891 - Roma, † 1949)

## Geologi(1)
- Livio Trevisan, geologo italiano (Lodi, n. 1909 - Pisa, † 1996)

## Giocatori di curling(1)
- Livo Zanardo, giocatore di curling italiano (Pieve di Cadore, n. 1967)

## Giornalisti(5)
- Livio Caputo, giornalista, scrittore e politico italiano (Vienna, n. 1933 - Milano, † 2021)
- Livio Forma, giornalista italiano (Aosta, n. 1942 - Aosta, † 2015)
- Livio Frittella, giornalista e scrittore italiano (Roma, n. 1962)
- Livio Leonardi, giornalista italiano (Roma, n. 1958)
- Livio Zanetti, giornalista italiano (Bolzano, n. 1924 - Roma, † 2000)

## Giuristi(1)
- Livio Paladin, giurista e politico italiano (Trieste, n. 1933 - Padova, † 2000)

## Hockeisti su pista(1)
- Livio Parasuco, ex hockeista su pista e allenatore di hockey su pista italiano (Trieste, n. 1960)

## Imprenditori(1)
- Livio Furini, imprenditore e compositore italiano (Legnago, n. 1932 - Peschiera del Garda, † 1987)

## Incisori(1)
- Livio Ceschin, incisore italiano (Pieve di Soligo, n. 1962)

## Ingegneri(1)
- Livio Dante Porta, ingegnere argentino (n. 1922 - † 2003)

## Magistrati(1)
- Livio Pepino, magistrato italiano (Caramagna Piemonte, n. 1944)

## Mezzofondisti(1)
- Livio Sciandra, ex mezzofondista italiano (Torino, n. 1980)

## Militari(7)
- Livio Bassi, ufficiale e aviatore italiano (Trapani, n. 1918 - Roma, † 1941)
- Livio Ceccotti, militare e aviatore italiano (Poggio Terzarmata, n. 1914 - Africa Settentrionale Italiana, † 1942)
- Livio Duce, militare italiano (Ventimiglia, n. 1897 - Montagne dell'Attica, † 1943)
- Livio Marbello, militare italiano (Pontestura, n. 1916 - Torino, † 1940)
- Livio Pentimalli, militare italiano (Roma, n. 1921 - Tobruch, † 1942)
- Livio Piomarta, ufficiale italiano (La Spezia, n. 1908 - Oceano Atlantico, † 1941)
- Livio d'Alviano, militare e politico italiano (Pordenone, n. 1514 - Cherasco, † 1537)

## Nobili(4)
- Livio Borghese, nobile e diplomatico italiano (Frascati, n. 1874 - Atene, † 1939)
- Livio Odescalchi, nobile italiano (Como - Roma, † 1713)
- Livio Odescalchi, II principe Odescalchi, nobile italiano (Roma, n. 1725 - Roma, † 1805)
- Livio Odescalchi, V principe Odescalchi, nobile italiano (Vienna, n. 1805 - Roma, † 1885)

## Pallanuotisti(1)
- Livio Tiselli, ex pallanuotista italiano (n. 1946)

## Pattinatori di velocità su ghiaccio(1)
- Livio Wenger, pattinatore di velocità su ghiaccio e pattinatore di velocità in-line svizzero (Kriens, n. 1993)

## Pianisti(1)
- Livio Cecchelin, pianista italiano (Trieste, n. 1930 - Trieste, † 2020)

## Piloti motociclistici(1)
- Livio Loi, pilota motociclistico belga (Hasselt, n. 1997)

## Pittori(3)
- Livio Agresti, pittore italiano (Forlì - Roma, † 1579)
- Livio Modigliani, pittore italiano (Modigliana - Forlì)
- Livio Schiozzi, pittore, scultore e grafico italiano (Trieste, n. 1943 - Trieste, † 2010)

## Poeti(2)
- Luciano De Nardis, poeta e letterato italiano (Forlì, n. 1895 - Forlì, † 1959)
- Livio Andronico, poeta, drammaturgo e attore greco antico (Taranto)

## Politici(9)
- Livio Benintendi, politico italiano (Mantova, n. 1814 - Torino, † 1896)
- Livio Besso Cordero, politico italiano (Baldissero Canavese, n. 1948 - Asti, † 2018)
- Livio Boncompagni, politico italiano (Sansepolcro, n. 1944)
- Livio Filippi, politico italiano (Villa Minozzo, n. 1946)
- Livio Labor, politico, giornalista e sindacalista italiano (Leopoli, n. 1918 - Roma, † 1999)
- Livio Maitan, politico italiano (Venezia, n. 1923 - Roma, † 2004)
- Livio Mariani, politico, storico e giurista italiano (Oricola, n. 1793 - Atene, † 1855)
- Livio Proietti, politico italiano (Tivoli, n. 1957)
- Livio Tamberi, politico e dirigente d'azienda italiano (Pontedera, n. 1939 - Santa Maria Maggiore, † 2020)

## Presbiteri(2)
- Livio Fanzaga, presbitero, conduttore radiofonico e teologo italiano (Dalmine, n. 1940)
- Livio Melina, presbitero e teologo italiano (Adria, n. 1952)

## Rapper(1)
- Livio Cori, rapper e attore italiano (Napoli, n. 1990)

## Rugbisti a 15(1)
- Livio Zava, rugbista a 15 e dirigente sportivo italiano

## Saggisti(1)
- Livio Sossi, saggista e conduttore radiofonico italiano (Trieste, n. 1951 - Trieste, † 2019)

## Sciatori alpini(2)
- Livio Hiltbrand, sciatore alpino svizzero (n. 2003)
- Livio Simonet, sciatore alpino svizzero (n. 1998)

## Scrittori(3)
- Livio Cotrozzi, scrittore italiano (Roma, n. 1962)
- Livio Jannattoni, scrittore e giornalista italiano (Roma, n. 1916 - Roma, † 1992)
- Livio Romano, scrittore italiano (Nardò, n. 1968)

## Scrittori di fantascienza(1)
- Livio Horrakh, autore di fantascienza italiano (Trieste, n. 1946)

## Scultori(2)
- Livio Masciarelli, scultore italiano (Roccamontepiano, n. 1913 - Pescara, † 1984)
- Livio Fausto Sossass, scultore, pittore e disegnatore italiano (Rovereto, n. 1915 - Rovereto, † 2001)

## Sindacalisti(1)
- Livio Ciardi, sindacalista italiano (Rapolano Terme, n. 1881 - Roma, † 1943)

## Statistici(1)
- Livio Livi, statistico italiano (Roma, n. 1891 - Firenze, † 1969)

## Storici(1)
- Livio Zerbini, storico, archeologo e scrittore italiano (Sermide, n. 1962)

## Traduttori(1)
- Livio Bacchi Wilcock, traduttore e ispanista italiano (Roma, n. 1940 - Orvieto, † 2013)

## Velocisti(1)
- Livio Berruti, ex velocista italiano (Torino, n. 1939)

## Vescovi cattolici(2)
- Livio Corazza, vescovo cattolico italiano (Pordenone, n. 1953)
- Livio Maritano, vescovo cattolico italiano (Giaveno, n. 1925 - Torino, † 2014)

## Senza attività specificata(2)
- Livio Baistrocchi, brigatista italiano (Genova, n. 1945)
- Livio Zeller, ingegnere chimico italiano (Trieste, n. 1923 - Milano, † 2014)